# Fontaine-le-Sec
 Fontaine-le-Sec  es una población y comuna francesa, en la región de Picardía, departamento de Somme, en el distrito de Amiens y cantón de Oisemont.

## Demografía
| 182 | 191 | 180 | 171 | 149 | 151 | 127 |
| Para los censos de 1962 a 1999 la población legal corresponde a la población sin duplicidades (Fuente: INSEE [Consultar]) |     |     |     |     |     |     |